# دونکلشتاینروالد (شهرداری)
دونکلشتاینروالد (به آلمانی: Dunkelsteinerwald) یک منطقهٔ مسکونی در اتریش است که در ناحیه ملک واقع شده‌است. دونکلشتاینروالد ۵۴٫۱۹ کیلومتر مربع مساحت دارد ۵۸۵ متر بالاتر از سطح دریا واقع شده‌است.